# Brett Lancaster
Brett Lancaster (født 25. november 1979 i Shepparton, Victoria) er en tidligere professionel australsk cykelrytter, der både kørte på landevej og bane. Han var 14 år da han begyndte at cykle for alvor. Han blev professionel i 2001 med italienske Ceramica Panaria-Navigare. I 2009 kom han til Cervélo TestTeam.
Han deltog i tre olympiske lege, alle gange i banecykling. I 2000 i Sydney kørte han på det australske hold i 4000 m forfølgelsesløb, men holdet gik ikke videre fra kvalifikationsrunden og blev samlet nummer fem.
Bedre gik det fire år senere i  Athen, hvor han igen kørte holdforfølgelsesløb. Her indledte han kørslen ved sammen med Graeme Brown, Peter Dawson og Stephen Wooldridge at vinde kvalifikationen. I første runde, hvor Dawson og Wooldridge var udskiftet med Luke Roberts og Bradley McGee, kvalificerede australierne sig i verdensrekordtiden 3.56,610 minutter til finalen, hvor de samme fire ryttere også var overlegne mod Storbritannien; de lagde sig i spidsen efter 1000 m og vandt med et forspring på 3½ sekund.
Han deltog sidste gang i OL i 2008 i Beijing, hvor han stille op i individuelt forfølgelsesløb, hvor han ganske vist vandt sit kvalifikationsheat, men tiden var blot den tolvtebedste og ikke god nok til videre deltagelse.
På landevejen blev Lancaster kendt af mange, da han i 2005 vandt Giro d'Italias prolog, hvorpå han kørte i den rosa førertrøje i en dag.
Han måtte udgå af Tour de France 2007 under 5. etape på grund af maveproblemer og skader han pådrog sig i et massestyrt på 1. etape

## Eksterne links
- Wikimedia Commons har flere filer relateret til Brett Lancaster

- Brett Lancasters profil på Sports-Reference OL-resultater (arkiveret) (engelsk)
- Brett Lancasters profil på Olympedia (engelsk)
- Brett Lancasters profil hos Australiens Olympiske Komité (engelsk)
- Brett Lancasters profil hos UCI (engelsk)
- Brett Lancasters profil på CycleBase (engelsk)
- Brett Lancasters profil på Cykelsiderne
- Brett Lancasters profil på Cycling Quotient (engelsk)
- Brett Lancasters profil på ProCyclingStats (engelsk)
- Brett Lancasters profil på FirstCycling